# 정석 (가수)
정석(본명 이정석, 1989년 9월 3일 ~ )는 대한민국의 가수이다. 동아방송예술대학을 재학 중이며 2008년 《Repent (Digital Single)》로 데뷔했다.

## 음반

### 정규 앨범
- 정규 앨범 1집 《사랑을 삼키다》(2009년 11월 5일)
  1. Intro
  2. 사랑을 삼키다
  3. 여자는 말 못하고, 남자는 모르는 것들
  4. 시간이 지운다는 말
  5. 남자 이야기
  6. 사랑아 그만해
  7. 미안해요
  8. 한 사람
  9. 느림보
  10. 첫눈처럼
  11. 사랑을 삼키다 (inst.)
  12. 남자 이야기 (inst.)
  13. 여자는 말 못하고, 남자는 모르는 것들 (inst.)

### 싱글 앨범
- 싱글 앨범 1집 《Repent (Digital Single)》(2008년 4월 8일)
  1. Intro
  2. 여자는 말 못하고, 남자는 모르는 것들
  3. 사랑아 그만해

- 싱글 앨범 2집 《The Christmas (Digital Single)》(2008년 11월 18일)
  1. 첫 눈처럼
  2. 느림보
  3. 첫 눈처럼 (Remix)

- 싱글 앨범 3집 《Obsession (Digital Single)》(2009년 4월 13일)
  1. 시간이 지운다는 말
  2. 여자는 말 못하고, 남자는 모르는 것들 (Re-mastered)

- 싱글 앨범 4집 《남자 이야기 (Digital Single)》(2009년 8월 27일)
  1. 남자 이야기
  2. 남자 이야기 (Inst.)

## 참여 앨범
- 2008년 10월 15일 발매 바람의 나라 O.S.T 《반쪽 사랑》